# Barcy
Barcy ist eine französische Gemeinde mit 375 Einwohnern (Stand 1. Januar 2022) im Département Seine-et-Marne in der Region Île-de-France. Der Ort befindet sich 8,5 Kilometer nördlich von Meaux.

## Geographie
Umgeben wird Barcy von den sechs Nachbargemeinden:
| Gesvres-le-Chapitre | Marcilly                                    | Étrépilly |
| Monthyon            | Kompassrose, die auf Nachbargemeinden zeigt |           |
| Penchard            |                                             | Chambry   |

## Geschichte
Der Ort wird erstmals im Jahr 1005 erwähnt, als in einer Urkunde der Bischof von Meaux dem Domkapitel Barcy übereignete.
Im Ersten Weltkrieg verlief die Front durch den Ort, der durch deutsche Truppen zerstört wurde.

## Sehenswürdigkeiten
- Kirche Sainte-Geneviève, erbaut im 13. Jahrhundert und 1914 während des Ersten Weltkriegs stark beschädigt (Monument historique)
- Monument Notre-Dame-de-la-Marne zur Erinnerung an die Schlacht an der Marne, von Louis Maubert
- Stele À la mémoire de tous les combattants de la Première Bataille de la Marne

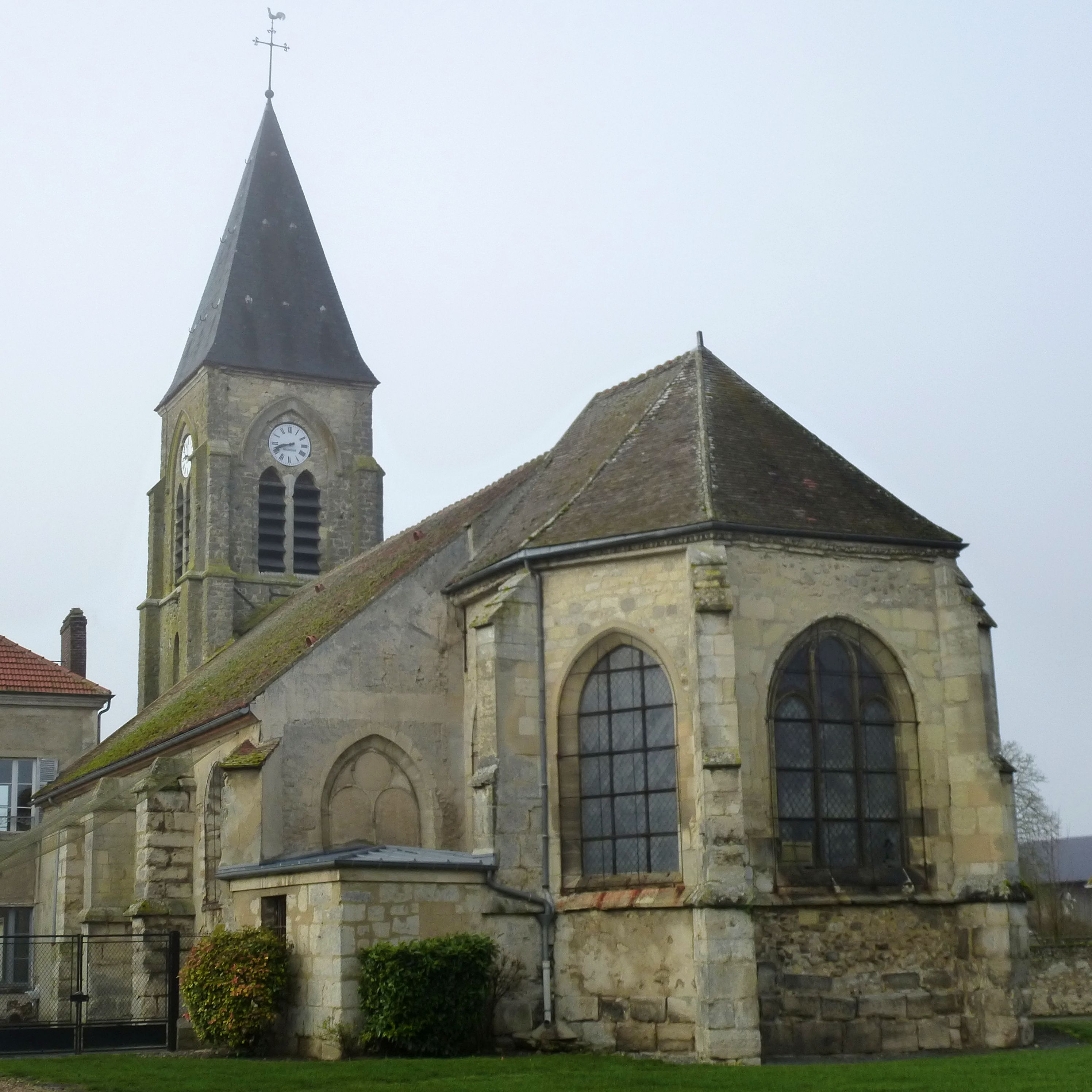
Kirche Sainte-Geneviève

## Persönlichkeiten
- Henri Oswald de La Tour d’Auvergne (1671–1747), Erzbischof von Tours (1719–1721) und Vienne (1721–1745), Kardinal